# جامع بن شداد
أبو صخرة جامع بن شداد المحاربي، الكوفي، محدث، وأحد علماء الكوفة. إمام ثقة ثبت، توفي سنة ثمان عشرة ومائة.

## روايته للحديث النبوي
- حدث عن : صفوان بن محرز، وحمران بن أبان، وأبي بردة بن أبي موسى، وجماعة.
- حدث عنه : الأعمش، ومسعر، وشعبة، وسفيان، شريك بن عبد الله النخعي، وآخرون.

## ثناء العلماء عليه
قال أبو حاتم الرازي: ثقة.
قال أحمد بن شعيب النسائي: ثقة.
قال أحمد بن صالح الجيلي: شيخا عاقلا ثقة ثبتا.
قال ابن حجر العسقلاني: ثقة.
قال الذهبي: ثقة.
قال يحيى بن معين: ثقة.
قال يعقوب بن سفيان الفسوي: ثقة متقن.